# Чаус Костянтин Юрійович
Костянти́н Ю́рійович Ча́ус (22 вересня 1990) — український футболіст, захисник. Екс-гравець юнацької збірної України з футболу (U-17).

## Родина
- Батько — Чаус Юрій Богданович (1968), український футбольний тренер та функціонер.